# Nugzar Bagration-Gruzinski
S.A.S. Principe Nugzar Bagration-Gruzinski (em russo:  Нугза́р Петро́вич Багратио́н-Грузи́нский, transl. Svetléishi kniaz Nugzár Petróvitch Bagratión-Gruzínski; em georgiano:  ნუგზარ პეტრეს ძე ბაგრატიონ-გრუზინსკი, transl. Nugzar P’et’res dze Bagrat’ion-Gruzinsk’i; Tiblíssi, 25 de agosto de 1950 – Tiblíssi, 1 de março de 2025
) foi o chefe da Casa Real da Georgia no ramo Gruzinski, que vivia em exílio e era o sucessor por primogenitura de Jorge XII, o último rei da Geórgia (Reino de Cártlia-Caquécia).

## Biografia
O príncipe herdeiro Nugzar Bagrationi-Gruzinski foi filho do Príncipe Peter Bagrationi Gruzinski da Geórgia (1920-1984), que foi um proeminente poeta, famoso por seu combate ao regime comunista por meio de suas obras literárias, e ex-chefe da Casa Real da Geórgia entre 1939 e 1984. Foi, além de chefe da casa real, o principe Nugzar Bagrationi-Gruzinski foi diretor de teatro na cidade de Tiblíssi (formado em 1971 como ator e em 1976 como diretor), e como seu pai, o Príncipe Herdeiro Nugzar Bagrationi-Gruzinski, também passou por dificuldades durante o regime soviético. Por exemplo, quando sua companhia de teatro tinha compromissos no exterior, o príncipe sempre teve o visto negado pelo governo soviético. Os soviéticos estavam preocupados que permitir que o príncipe fosse para o exterior poderia permitir-lhe reivindicar seus direitos legítimos.
Ultimamente, no que se refere a “questão dinástica da Georgia” o príncipe conquistou alguns reconhecimentos externos, por exemplo, em 2006 a chefe da Casa Real de Imerícia, Sua Alteza Princesa Nino Bagration-Imeretinski (1915-2008), assinou um memorando importante em que ela, em nome do ramo real de Imerícia, reconheceu a legítima reivindicação e soberania dos Bagrationi-Gruzinski sobre o resto das linhas Bagrationi Em 23 de fevereiro de 2010, o príncipe herdeiro Nugzar Bagrationi-Gruzinski participou de uma conferência nacional com vários altos ministros da República da Geórgia e distintos cientistas. Nessa conferência, o príncipe herdeiro Nugzar Bagrationi-Gruzinski foi legitimamente apresentado “como sucessor do trono georgiano”. Em seu discurso, ele enfatizou a importância da avaliação legal da comunidade mundial dos crimes cometidos contra o povo georgiano.

## Família
SAR Principe Nugzar Bagrationi-Gruzinski foi casado com a princesa Leila Kipiani, que nasceu em Tbilisi no dia 16 de julho de 1947. Eles se casaram em 10 de fevereiro de 1971. Os dois principes tiveram duas filhas:
- Princesa Anna Bagrationi-Gruzinski (nascida em 1976), herdeira de Prince Nugzar;
- Princesa Maia Bagrationi-Gruzinski (nascida em 1978)

A Princesa Leila é descendente de uma família de alta nobreza da Georgia.
Anna casou-se em 8 de fevereiro de 2009 na Catedral de Sameba com o Príncipe David Bagrationi-Mukhraneli, herdeiro do ramo Mukhrani da família real georgiana, reunificando ambos os ramos e tendo público de três mil espectadores, oficiais e diplomatas, além de extensiva cobertura pela mídia do país. O casal teve em 2011 o filho Giorgi, mas Nugzar não o reconhece como herdeiro do trono, exigindo que David asssine um acordo escrito reconhecendo Nugzar e o ramo Gruzinski como únicos herdeiros legítimos do trono georgiano.

## Honras

### Honras da dinásticas
- Soberano Cavaleiro da Grande Cruz da Real Ordem de São Davi[11]
- Soberano Cavaleiro da Grande Cruz da Real Ordem do Rei Erekle II[11]
- Soberano Cavaleiro da Grande Cruz com Colar da Ordem Real da Coroa do Reino da Geórgia[11]

### Honra Estrangeira
- Família Real de Ruanda: Grande Cruz de Cavaleiro com Colar da Ordem Real do Tambor[12]

## Antepassados
Regra da primogenitura: 
- SMR Jorge XII (1746-1800), monarca do Reino Unido de Cártlia-Caquécia (O último rei da Georgia) (1798-1800)
- SAR Bagrat Bagrationi-Gruzinski (1776-1841), herdeiro do trono, pai de:
- SAR Alexandre Bagrationi-Gruzinski (1820-1865), herdeiro do trono, pai de:
- SAR Peter Bagrationi-Gruzinski (1857-1922) herdeiro do trono, pai de:
- SAR Peter Bagrationi-Gruzinski (1920-1984) herdeiro do trono, pai de:
- SAR Principe Nugzar Bagrationi-Gruzinski (1950).

## Reconhecimento Internacional
A Filha de SAR Principe Nugzar Bagration Gruzinski, Princesa Anna Gruzinski, foi recebida como princesa da Georgia pelo governo marroquino entre os dias 15 a 20 de março de 2018, no Reino do Marrocos.